# 비케크현

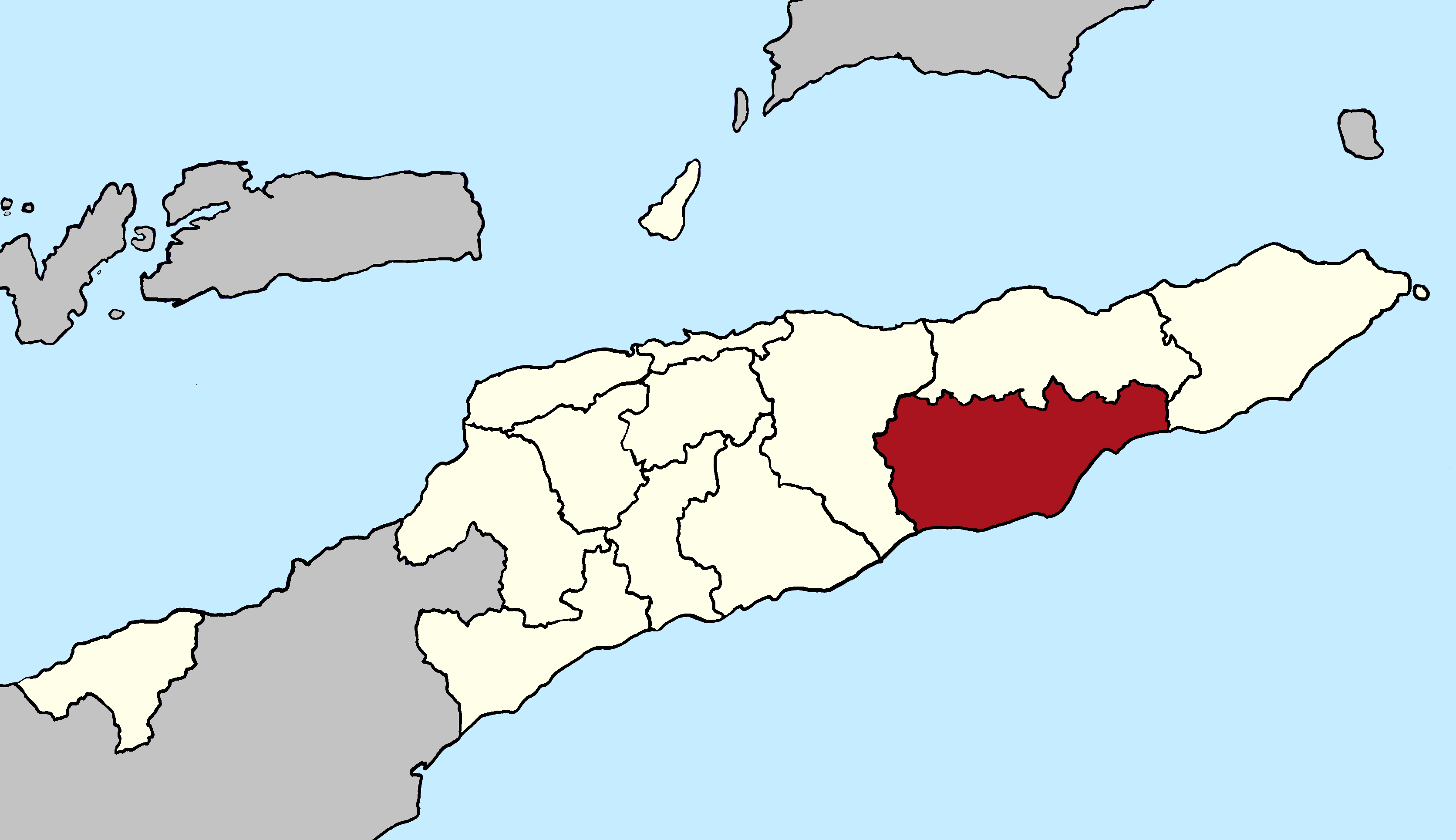
비케크 현의 위치

비케크현(포르투갈어: Viqueque, 테툼어: Vikeke 비케케)은 동티모르를 구성하는 13개 현 가운데 하나로, 티모르섬 남부 연안에 위치하고 있으며 티모르해와 인접해 있다. 현도는 비케크이며 인구는 65,245명(2004년 기준), 면적은 1,781km2이다. 5개 구(라클루타구, 오수구, 와투라리구, 와투카라바우구, 비케크구)로 구성되어 있으며 북쪽으로는 바우카우현, 동쪽으로는 라우텡현, 서쪽으로는 마나투투현과 인접해 있다.
비케크 현은 포르투갈어와 함께 동티모르의 공용어로 지정되어 있는 테툼어의 발상지이며 비케크 현 동부에 거주하는 주민들은 파푸아 제어에 속하는 언어인 마카사에어도 구사한다.

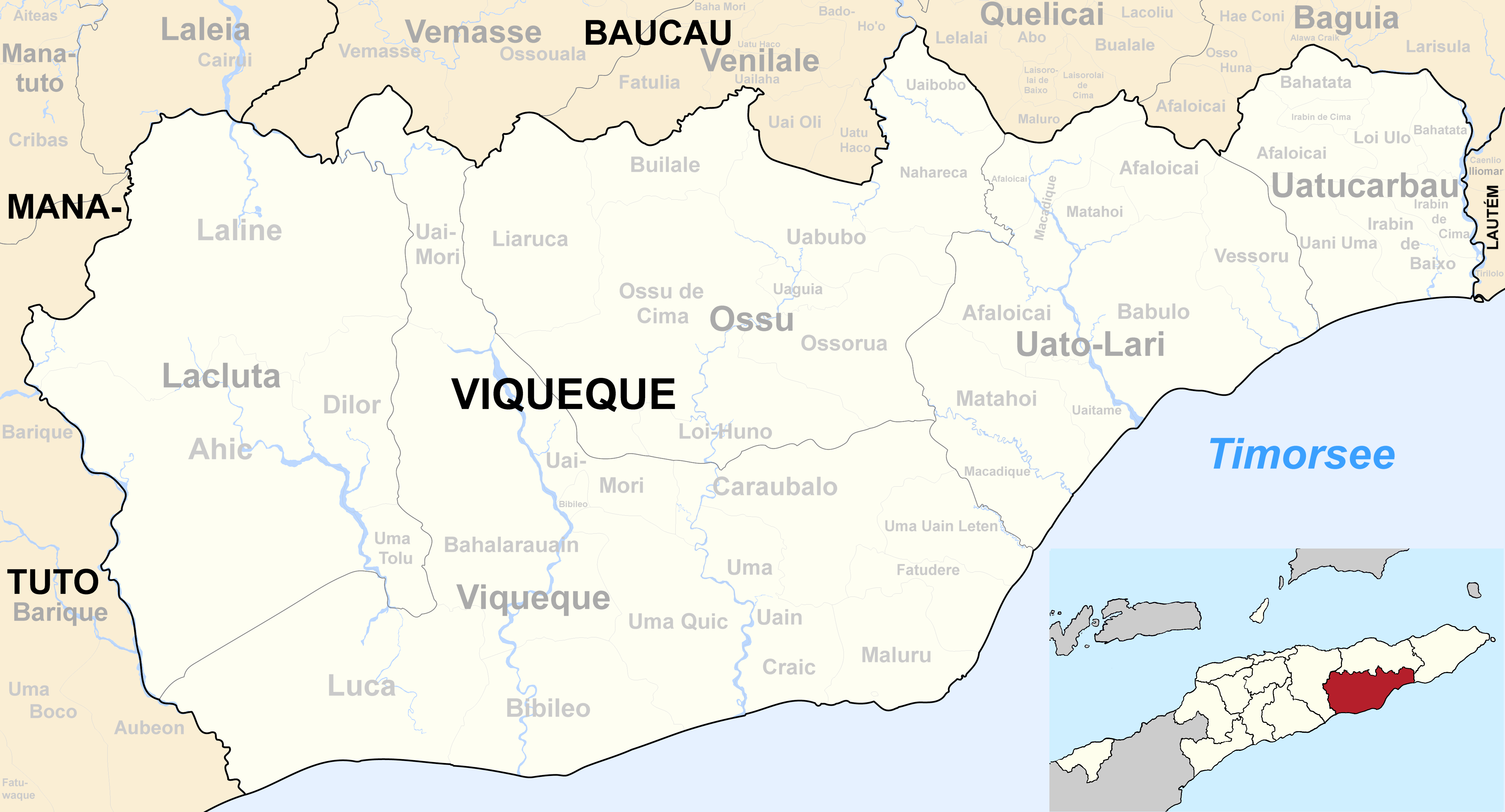
비케크현이 관할하는 구
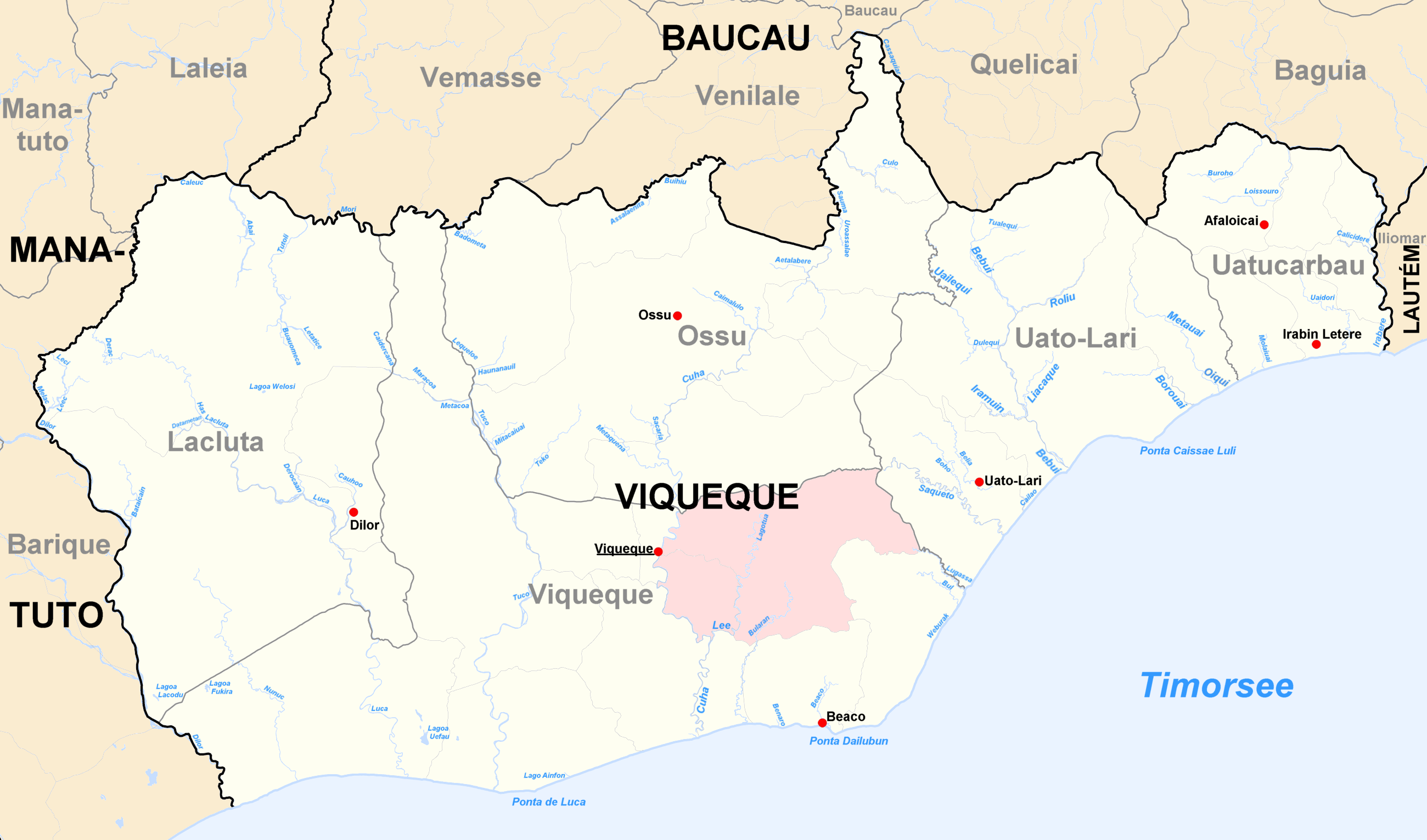
비케크현이 관할하는 시